# آدان کورونادو
آدان کورونادو (انگلیسی: Adan Coronado؛ زادهٔ ۲۰ آوریل ۱۹۹۰) بازیکن فوتبال است.
از باشگاه‌هایی که در آن بازی کرده‌است می‌توان به باشگاه فوتبال آزال باکو اشاره کرد.